# Thorlaco
Thorlaco Torhallsson (en islandés: Þorlákur Helgi Þórhallsson) (Hlíðarendi í Fljótshlíð, 1133 - Skálholt, 23 de diciembre de 1193). Es conocido en la Iglesia católica como San Thorlaco. Fue un clérigo islandés, sexto obispo de Skálholt. En 1198 fue nombrado santo por el Alþingi y en 1984 el papa Juan Pablo II lo elevó a la categoría de santo patrono de Islandia. Es el único santo oficial islandés, y uno de los dos únicos en el mundo en ser nombrados como tal por un parlamento.

## Biografía
Thorlaco nació en el seno de una familia notable de Islandia, que aunque venida a menos, mantenía cierta relevancia política. A temprana edad comenzó su educación en Oddi con el clérigo Eyjólfur Sæmundsson, hijo del conocido historiador Sæmundr fróði. A los quince años ya era diácono y a los diecinueve fue ordendo como sacerdote. A los veinte años partió al extranjero para enriquecer sus estudios. Estuvo en París, en el Monasterio de San Víctor, donde tuvo contacto con las reglas canónicas de la Orden de San Agustín y llevó una dura disciplina eclesiástica. Posteriormente permaneció un tiempo en Lincoln, Inglaterra.
De regreso a Islandia trabajó como sacerdote en una iglesia al este de Kirkjubæ. Llevó a cabo una disciplina pastoral basada en las reglas agustinas aprendidas en Francia, que incluían el celibato, una característica que aún no tenía el clero islandés. En 1168 fundó el primer monasterio agustino en Islandia, en Þykkvibær, en el sur de la isla. En 1172 fue nombrado abad del mismo por el obispo de Skálholt.
En 1174 el Alþingi eligió a Thorlaco como el sucesor del obispo Klængur Þorsteinsson en la diócesis de Skálholt, y el 2 de julio de 1178, en Noruega, fue ordenado obispo de Skálholt, por decisión del arzobispo Øystein de Nidaros.
En su papel de obispo, Thorlaco luchó por la transformación de la Iglesia Católica en Islandia, de acuerdo a las nuevas exigencias redactadas por el arzobispo de Nidaros con respecto a la isla. Entre estas se encontraban la introducción del celibato y la independencia económica de la Iglesia. Para entonces, la mayor parte de los templos había sido construida con recursos y en propiedades particulares, y los caciques, que veían a las iglesias como de su propiedad, tenían la libertad de colocar a los párrocos de su preferencia.
En la lucha por independizar a la Iglesia, Thorlaco se encontró con la oposición de los cacicazgos locales y de una parte del clero. Se negó a consagrar los templos que no se sometieron a su autoridad. Sin embargo, su lucha no tuvo el éxito deseado y perdió el apoyo del arzobispo Øystein. 
Uno de los opositores más fuertes fue Jón Loftsson, nieto de Sæmundr fróði. Jón era casado, pero tenía como amante a Ragnheiður, la hermana de Thorlaco, de la que rehusó separarse pese a la amenaza de excomunión. La reconciliación entre ambos ocurrió después, cuando nació un hijo, Páll, que sería designado como sucesor de Thorlaco a la cabeza de la diócesis.
Thorlaco falleció a la edad de sesenta años, en Skálholt, el 23 de diciembre de 1193, cuando su salud se hallaba bastante minada.

## Santo
Poco después de su muerte, Thorlaco comenzó a ser visto como una figura santa en Islandia, y su sucesor, el obispo Páll Jónsson, sería presionado para reconocerlo como tal. En 1198 se reunió el Alþingi y el obispo Páll, que junto a varios miembros más del clero tenía voz y voto, decidió reconocer la santidad de Thorlaco. Se acordó que los restos del obispo fuesen exhumados y trasladados a la iglesia de Skálholt, circunstancia que tuvo lugar el 20 de julio de 1198, que históricamente se reconoce como una canonización de facto.
En 1199 el Alþingi acordó fijar el 23 de diciembre, fecha de fallecimiento del obispo, como el día de su celebración. Junto con Jón Ögmundsson se convirtió en una de las dos personas reconocidas como santos por un parlamento. El culto a San Thorlaco fue principalmente de carácter local, pero se extendió a Noruega, la Gran Bretaña y Alemania. Sus reliquias fueron motivo de peregrinaciones durante la Edad Media y permanecieron en el altar mayor de la iglesia de Skálholt, pero serían saqueadas durante la reforma protestante.
Su festividad es llamada en islandés Þorláksmessa y en noruego Tollesmesse y se llevaba a cabo dos veces al año, el 20 de julio, día del traslado de sus reliquias, y el 23 de diciembre, día de su fallecimiento. El 20 de julio llegó a ser durante la Edad Media una de las celebraciones principales en Islandia. Con la reforma protestante, se abolió la celebración de verano, pero la de invierno permaneció largo tiempo durante el luteranismo y hasta la actualidad como una costumbre nacional generalizada, se ha mantenido la costumbre de reunirse para comer pescado curado. La Iglesia Católica reconoce actualmente sólo el 20 de julio. 
La Santa Sede nunca ha llevado un proceso de canonización de Thorlaco, y su santidad no sería reconocida sino hasta 1984, casi 800 años después de su muerte, cuando el papa Juan Pablo II lo nombró Santo Patrono de Islandia.

## Traducciones
- Ásdis Egilsdóttir: The beginnings of local hagiography in Iceland: the lives of Bishops Þorlákr and Jón. Copenhague: Museum Tusculanum Press, 2006.

- Loth, Agnete: Den Gamle jærtegnsbog om biskop Thorlak. Oversat med inledning og efterord af Agnete Loth. Odense: Odense universitetsforlag, 1984. (en danés)

- Oddaverja-Þáttr - The Second Life of Thorlac. Icelandic-English. En: Origines Islandicae - A collection of the more important sagas and other native writings relating to the settlement and early history of Iceland. Edited and translated by Gudbrand Vigfusson and F. York Powel. Volume I. Oxfort at the Clarendon Press, 1905. Pp. 567-591.

- Le Dit des Gens d'Oddi. Traduction de Grégory Cattaneo. París: Presses universitaires de Paris Sorbonne. En curso de publicación.

- Thorlaks saga - Pálls saga. Oslo: Aschehoug, 2011. (Thorleif Dahls kulturbibliotek,Bd. 43) ISBN 9788203197840

- Þorláks saga - the Story of Bishop Thorlac. Icelandic-English. En: Origines Islandicae - A collection of the more important sagas and other native writings relating to the settlement and early history of Iceland. Edited and translated by Gudbrand Vigfusson and F. York Powel. Volume I. Oxfort at the Clarendon Press, 1905. Pp. 458-502.

- Gottskálk Jensson: “The lost latin literature of medieval Iceland - the fragments of the Vita sancti Thorlaci and other evidence”. En: Symbolae Osloenses - Norwegian Journal of Greek and Latin Studies Volume 79 (2004), Issue 1, pages 150-170.

- Stories of the Bishops of Iceland. I, The Stories of Thorwald the Far-Farer, and of Bishop Isleif, II, Húngrvaka [the Hunger-Waker], Being Chronicles of the First Five Bishops of Skalholt, III, The Story of Bishop Thorlak the Saint. Translated by Mary C. J. Disney Leith. London, J. Masters, 1895.

- Wolf, Kirsten: “A Translation of the Latin Fragments Containing the Life and Miracles of St Thorlákr along with Collections of Lectiones for Recitation on His Feast-Days”. En: Proceedings of the PMR Conference - Annual Publication of the Patristic. Medieval and Renaissance Conference 14 (1989), pp. 261–276. Villanova (Pennsylvania): Villanova University, Augustinian Historical Institute.